# Deresse Mekonnen

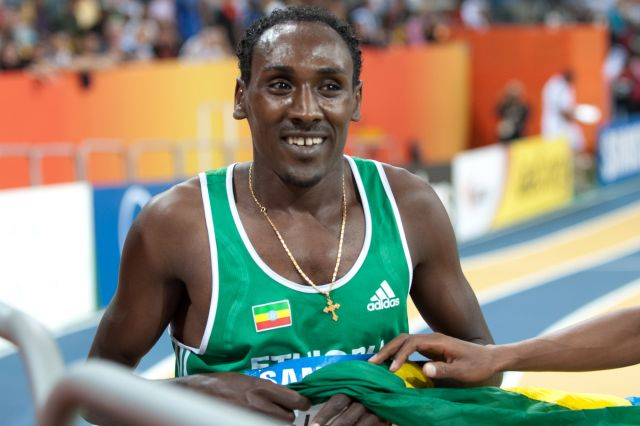
Deresse Mekonnen bei den Hallenweltmeisterschaften 2010 in Doha

Deresse Mekonnen (* 20. Oktober 1987 in Sheno, Oromia) ist ein äthiopischer Leichtathlet, der 2008 Hallenweltmeister im 1500-Meter-Lauf wurde.
Mekonnen wurde 2007 Fünfter bei den Afrikaspielen. Bei den Weltmeisterschaften 2007 in Osaka schied er im Vorlauf aus. 
Die Hallenweltmeisterschaften 2008 fanden in Valencia statt. Dort gewann Mekonnen vor dem Kenianer Daniel Kipchirchir Komen, dahinter gewann Juan Carlos Higuero den Spurt um den dritten Platz gegen Arturo Casado. Nach dem Lauf wurde unter dem Jubel der spanischen Zuschauer angezeigt, dass Komen vor Higuero und Casado gewonnen habe und Mekonnen wegen Betreten der Innenraum-Umrandung disqualifiziert worden sei. Die Disqualifikation wurde aber zurückgenommen, Mekonnen erhielt Gold, Komen Silber und Higuero Bronze. Bei den Olympischen Spielen 2008 schied Mekonnen als Siebter des zweiten Halbfinales in 3:37,85 min aus.
Bei den Weltmeisterschaften 2009 in Berlin konnte er seine erste Freiluftmedaille gewinnen. Im 1500-Meter-Lauf belegte er den zweiten Platz. 
Deresse Mekonnen hat bei einer Größe von 1,75 m ein Wettkampfgewicht von 60 kg.